# Сиба-Коэн (станция)
Станция Сиба-Коэн (яп. 芝公園駅 сиба ко:эн эки) — железнодорожная станция на линии Мита расположенная в специальном районе Минато, Токио. Станция обозначена номером I-05. На станции установлены автоматические платформенные ворота.

## Планировка станции
Две платформы бокового типа и 2 пути.
| 1 | ○ Линия Мита | Мэгуро, Хиёси                       |
| 2 | ○ Линия Мита | Отэмати, Сугамо, Ниси-Такасимадайра |

## Близлежащие станции
| «    |  | Линия      |  | »        |
| ---- |  | ---------- |  | -------- |
| Мита |  | Линия Мита |  | Онаримон |